# Romeo Corbo
Rubén Romeo Corbo Burmia (né le 20 janvier 1952 en Uruguay) est un joueur de football international uruguayen qui évoluait au poste d'attaquant.
Son frère aîné, Walter, était également footballeur.

## Biographie

### Carrière en club
Romeo Corbo commence sa carrière en Uruguay, avec le Club Atlético Peñarol. Il joue ensuite au Mexique, avec les clubs de Monterrey et de Tampico.
Il dispute un total de 265 matchs en première division mexicaine, inscrivant 94 buts. Il réalise sa meilleure performance lors de la saison 1977-1978, où il inscrit 19 buts avec le CF Monterrey.
Son palmarès est constitué de deux titres de champion d'Uruguay, obtenus avec Peñarol.

### Carrière en équipe nationale
Avec l'équipe d'Uruguay, il joue 23 matchs, sans inscrire de but, entre le 8 février 1971 et le 23 juin 1974.
Il figure dans le groupe des sélectionnés lors de la Coupe du monde de 1974. Lors de la phase finale du mondial organisé en Allemagne, il joue deux matchs : contre la Bulgarie, et la Suède.

## Palmarès
Peñarol
- Championnat d'Uruguay (2) :
  - Champion : 1973 et 1974.
  - Vice-champion : 1971 et 1972.